# Epilichen
Epilichen — рід грибів родини Rhizocarpaceae. Назва вперше опублікована 1909 року.

## Класифікація
До роду Epilichen відносять 3 види:
- Epilichen glauconigellus
- Epilichen scabrosus
- Epilichen stellatus